# Conophytum auriflorum
Conophytum auriflorum är en isörtsväxtart. Conophytum auriflorum ingår i blomsteräggssläktet som igår i familjen isörtsväxter.

## Underarter
Arten delas in i följande underarter:
- C. a. auriflorum
- C. a. turbiniforme